# Aesthetic Surgery Journal
Aesthetic Surgery Journal  (Журнал естетичної хірургії) — рецензований медичний журнал, який охоплює галузь пластичної хірургії. Головний редактор журналу — Foad Nahai (Школа медицини університету Еморі). Журнал був заснований у 1996 році як англ. Aesthetic Surgery Quarterly і публікується Видавництвом Оксфордського університету під егідою Американського товариства естетичної пластичної хірургії (ASAPS). Aesthetic Surgery Journal був проіндексований MEDLINE/PubMed у 2008 році, а у 2011 році Journal Citation Reports (JCR; колишній ISI) Thomson Reuters. Поточний коефіцієнт впливу журналу становить 1,841. У 2014 році у JCR Aesthetic Surgery Journal посів 82 місце з 198 журналів у загальній категорії «Хірургія».
Aesthetic Surgery Journal пропонується зі знижкою для членів організацій пластичної та естетичної хірургії ASAPS та інших:
- Аргентинське товариство пластичної, естетичної та реконструктивної хірургії
- Бразильське товариство пластичної хірургії
- Колумбійське товариство пластичної, естетичної, щелепно-лицевої та хірургії рук
- Коста-риканська асоціація пластичної, реконструктивної та естетичної хірургії
- Голландське товариство естетичної пластичної хірургії
- Грецьке товариство пластичної, реконструктивної та естетичної хірургії
- Індійська асоціація естетичних пластичних хірургів
- Ізраїльське товариство пластичної та естетичної хірургії
- Італійська асоціація естетичної пластичної хірургії
- Японське товариство естетичної пластичної хірургії
- Корейське товариство естетичної пластичної хірургії
- Мексиканська асоціація пластичної, естетичної та реконструктивної хірургії
- Панамська асоціація пластичної, естетичної та реконструктивної хірургії
- Товариство естетичних пластичних хірургів Таїланду
- Товариство пластичних і реконструктивних хірургів Таїланду
- Турецьке товариство естетичних пластичних хірургів
- Британська асоціація естетичних пластичних хірургів / Національний інститут естетичних досліджень
- Канадське товариство естетичної пластичної хірургії
- Товариство ринопластики

## Історія
Aesthetic Surgery Journal починав з публікацій, які зосереджувались головним чином на новинах асоціації для членів ASAPS і поступово зростав, включаючи статті клінічного змісту з естетичної хірургії. З 1988 по 1994 рік цей інформаційний бюлетень видавався тричі на рік і називався Aesthetic Surgery . Починаючи з 1995 року, був доданий ще один номер і назва була змінена на Aesthetic Surgery Quarterly. У 1996 році видання було перепрофільоване у клінічний журнал, присвячений оригінальним рецензованим статтям. Починаючи з січня 1997 року, обсяг був збільшений до шести випусків на рік, а назва змінена на Aesthetic Surgery Journal .
Головними редакторами були (з 1997 року):
- Роберт Бернард (1997)
- Стенлі Клатскі (1998—2008)
- Foad Nahai (2009-нині)

## Реферування та індексація
Aesthetic Surgery Journal реферується та індексується у:
- Academic OneFile
- Chemical Abstracts Service
- CINAHL Plus
- Current Contents/Clinical Medicine
- MEDLINE / PubMed
- Science Citation Index
- Scopus